# Reportagem de interesse humano
No jornalismo, uma reportagem de interesse humano (em inglês:  human-interest story) é uma reportagem que discute pessoas ou animais de estimação de uma forma emocional. Apresenta pessoas e os seus problemas, preocupações, ou realizações de uma forma que desperta interesse, simpatia ou motivação no leitor ou espectador. As reportagens de interesse humano são um tipo de notícia suave.
As reportagens de interesse humano podem ser "a história por detrás da história" sobre um evento, organização, ou outro acontecimento histórico sem rosto, tal como sobre a vida de um soldado individual durante a guerra, uma entrevista com um sobrevivente de uma catástrofe natural, um ato aleatório de bondade, ou o perfil de alguém conhecido por uma realização profissional. Um estudo publicado no American Behavioral Scientist ilustra que as histórias de interesse humano são, além disso, frequentemente utilizadas na cobertura jornalística da imigração irregular, embora a frequência difira de país para país. As características de uma reportagem de interesse humano são frequentemente de conteúdo que não é sensível ao tempo, facilmente gravadas com bastante antecedência e/ou relançadas durante férias, ou dias com poucas notícias.
A popularidade do formato de interesse humano deriva da capacidade das histórias de colocar o consumidor no centro de um evento atual ou de uma história pessoal, tornando o seu conteúdo passível ao telespectador de modo a despertar o seu interesse. As reportagens de interesse humano têm também o papel de desviar os consumidores de "reportagens difíceis", dado que são frequentemente utilizadas para divertir os consumidores e deixá-los com uma reportagem ligeira.      
As reportagens de interesse humano são por vezes criticadas como notícias "suaves", ou como programação manipuladora e sensacionalista. As reportagens de interesse humano têm sido rotuladas como notícias fictícias, utilizadas numa tentativa de fazer com que certos conteúdos pareçam relevantes para o telespectador ou leitor. As reportagens de interesse humano são consideradas por alguns estudiosos como uma forma de manipulação ou propaganda jornalística, frequentemente publicadas com a intenção de aumentar as audiências ou atrair maiores quantidades de vendas e receitas. As grandes reportagens de interesse humano são apresentadas com o objetivo de entreter os leitores ou telespectadores enquanto os informam.
O conteúdo de uma história de interesse humano não se limita apenas ao relato de uma pessoa individual, dado que pode apresentar um grupo de pessoas, uma cultura específica, um animal de estimação ou animal, uma parte da natureza ou um objeto. Estes relatos podem celebrar os sucessos da pessoa/tema em foco, ou explorar os seus problemas, dificuldades. A história de interesse humano é geralmente positiva por natureza, embora sejam também utilizadas para mostrar opiniões e preocupações, sendo por vezes também investigações ou peças de confronto.   

## História

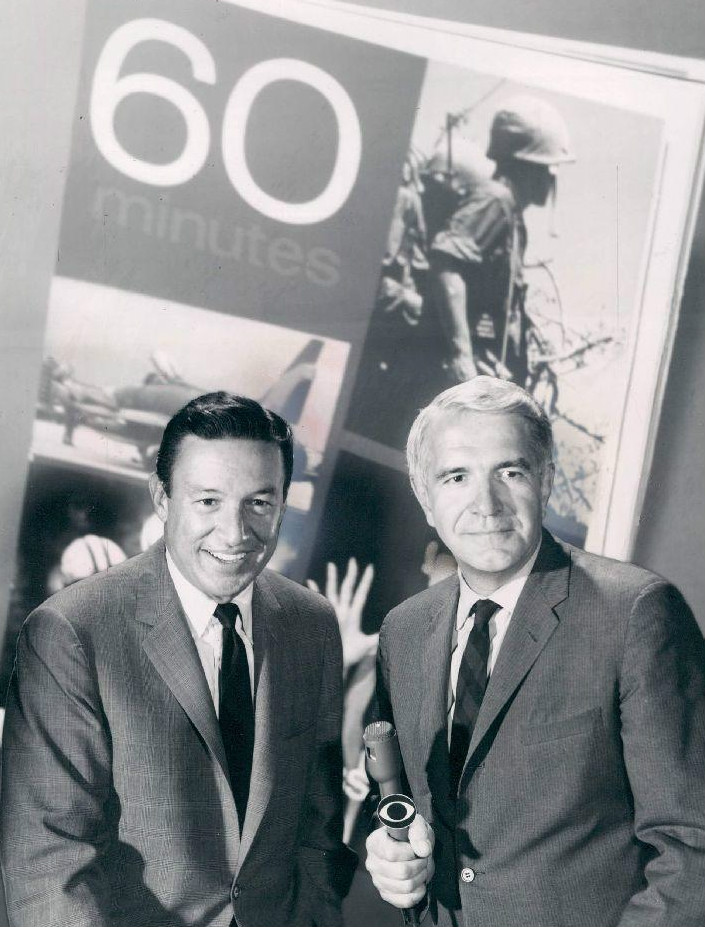
60 minutos, um programa de televisão que frequentemente relata reportagens de interesse humano

Nos meios de comunicação ocidentais, a reportagem de interesse humano ganhou notoriedade quando estas começaram a ser publicadas na revista estadunidense The New Yorker, que começou a circular em 1925. Estudiosos do jornalismo afirmaram que a origem da reportagem de interesse humano remonta mais longe, dado que citam a biografia de 1791 de Samuel Johnson, onde autor James Boswell utilizou a investigação, entrevistas e as suas próprias experiências para formular o seu trabalho, todas elas instrumentos de prática padrão para os jornalistas modernos.
A reportagem de interesse humano tem sido utilizada pelos meios de comunicação social para dar esperança e inspirar os seus consumidores. Peças de perfil sobre certos indivíduos e grupos inspiraram a evolução na perceção do público de um "herói". Os académicos Winfield e Hume exploram como nos Estados Unidos os heróis evoluíram de figuras culturais como Abraham Lincoln, para pessoas normais através da reportagem de interesse humano. Reportagens como a entrevista do Esquire com o sobrevivente do 11 de setembro Michael Wright retratam o herói estadunidense como uma pessoa comum com uma história inspiradora ou um sucesso profundo.

### Mídia impressa
Editores de jornais de notoriedade significativa como o The New York Times, utilizam o formato de interesse humano nas suas obras. Um artigo intitulado "Criança Invisível", escrito pela jornalista vencedora do Prémio Pulitzer Andrea Elliot, dizia respeito a uma menina sem-abrigo de 11 anos que vive em Nova Iorque, e consta de uma lista dos 50 melhores artigos de sempre do The New York Times. A história centra-se nas lutas de Dasani e entra em detalhes significativos sobre os desafios que ela encontra durante a sua vida diária, incluindo o facto de dormir junto a uma parede podre ou ter de usar um balde de esfregona como sanita.

## Reação
A resposta emocional e o interesse que a reportagem de interesse humano suscita nos seus consumidores são razões pelas quais a reportagem de interesse humano é uma forma amplamente utilizada pelos meios noticiosos. A receção da reportagem de interesse humano é variada, tanto pelo seu público como pelos estudiosos. Estudos realizados por académicos revelam que, quando utilizada em demasia ou com demasiada importância, a história de interesse humano pode perder a atenção dos seus telespectadores. Esta oposição é também mantida pelo instrutor de jornalismo Perry Parks, que acredita que o surgimento da reportagem de interesse humano levou a uma divisão distinta entre notícias "duras" e reportagens "suaves" de interesse humano e que, para que notícias significativas mantenham a sua importância, o espectador deve separar as suas emoções da emissão.

## Impacto
As histórias de interesse humano e a resposta emocional que recebem dos consumidores muitas vezes podem ter um impacto na sociedade onde a sua história é relevante. Os estudiosos detalharam como há casos em que histórias de interesse humano "aumentaram a atribuição de responsabilidade ao governo".